# Gafsa
Gafsa (o Qafsah, in arabo قفصة) è una città della Tunisia, capoluogo del governatorato omonimo. Si trova a 369 km da Tunisi.
Dal 1896, quando vennero scoperti importanti giacimenti di fosfato, Gafsa è divenuta un centro dell'industria estrattiva.

## Lago di Gafsa
Alla fine del mese di luglio 2014, nella zona si è formato spontaneamente un lago della superficie di circa 1 ettaro e della profondità massima di 18 metri. Il fenomeno, spiegato con la possibile rottura di una falda sotterranea, ha attirato subito numerosi curiosi che ne affollano le rive e si bagnano nelle acque nonostante i ripetuti avvertimenti delle autorità circa la pericolosità della balneazione e la possibile presenza di inquinanti (selenio e fosfati) legati alle passate attività minerarie. Le acque, inizialmente limpide e di colore turchese, sono successivamente divenute di colore verde e hanno perso la loro trasparenza per la proliferazione di alghe: il mutamento indicherebbe che il bacino non è soggetto a ricambio.

## Amministrazione

### Gemellaggi
- Napoli[5]